# Pachomius viletta
Pachomius viletta är en spindelart som beskrevs av Galiano 1994. Pachomius viletta ingår i släktet Pachomius och familjen hoppspindlar. Inga underarter finns listade i Catalogue of Life.